# Ilhuicatl-Teteocan
Pour les articles homonymes, voir Teteocan (homonymie).

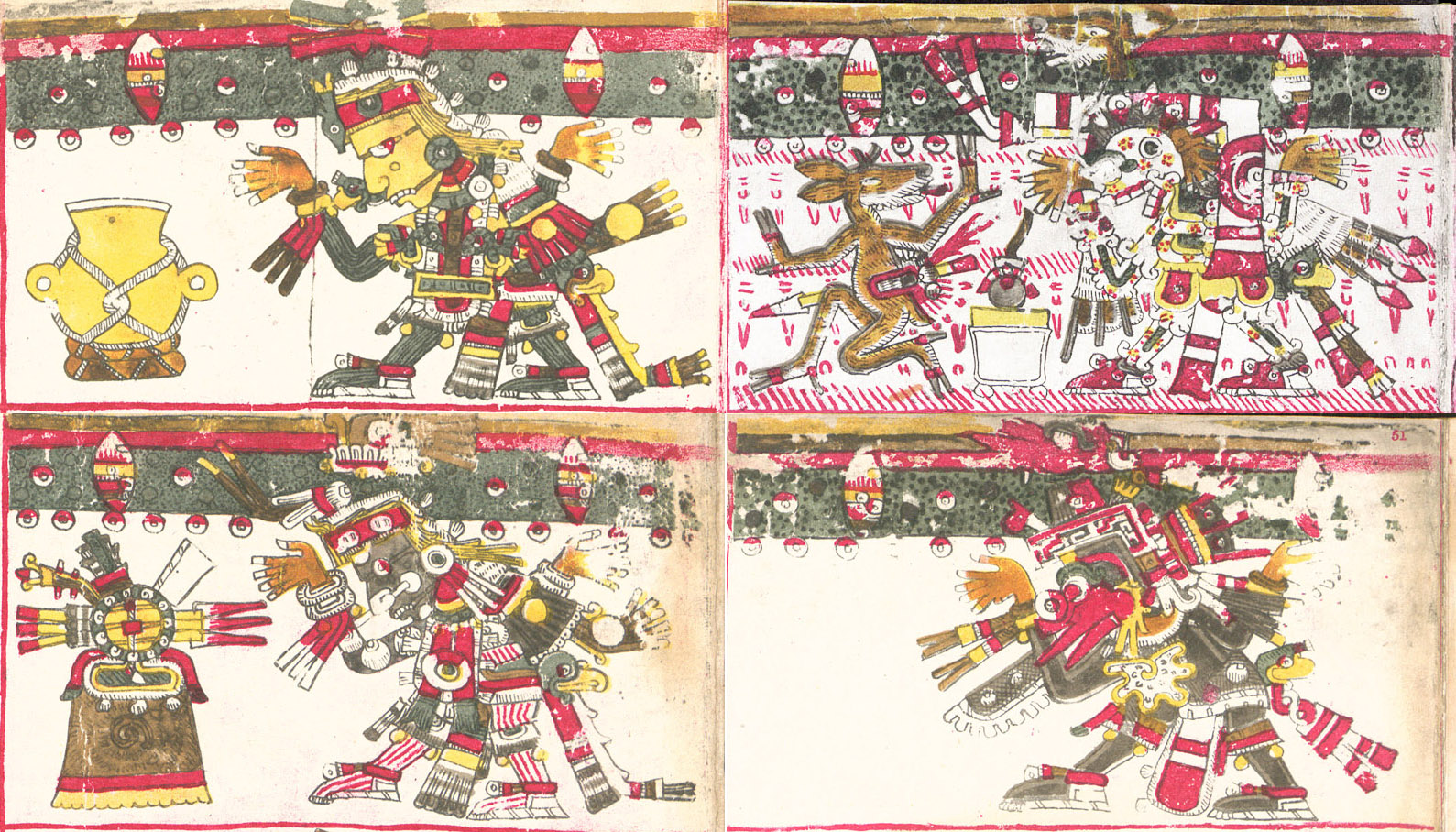
Les quatre points cardinaux ou royaumes de l'univers horizontal décrits dans le Codex Borgia selon la mythologie Aztèque.

Le Teteocan (Teteohuacan, Ilhuicatl-Teteocan), en nahuatl teteo « dieux » et can « lieu », est dans la mythologie aztèque, le royaume des dieux aztèques situé dans le douzième ciel.
C'est la résidence des quatre fils du couple créateur primordial Ometecuhtli et Omecihuatl, les Tezcatlipōcas, qui ont hérité des pouvoirs créateurs de leurs parents. C'est un espace éminemment éternel où ces dieux demeurent et peuvent se projeter vers d'autres espaces. Ils y prennent d'autres visages et mettent des masques pour devenir d'autres tout en restant eux-mêmes. Ils y naissent et renaissent, se transforment et s'y alimentent en leur qualité d'êtres éternels.